# دار العسلوجي
دار العسلوجي هي قرية مغربية شمال غربي المملكة. تقع دار العسلوجي ضمن إقليم سيدي قاسم، و تضم 27.836 نسمة (إحصاء 2004).